# Кейта, Секу
Се́ку Кейта́ Со́уза (фр. Sekou Keita Souza; род. 12 декабря 1994, Конакри) — гвинейский футболист, нападающий сборной Гвинеи.

## Карьера
Родился в городе Конакри, Гвинея. На профессиональном уровне дебютировал за «Алькобендас» в Третьем дивизионе Королевской испанской футбольной федерации. В 2012 году он перешёл в структуру испанского «Атлетико Мадрид» и летом 2013 года был повышен до команды C.
В июне 2014 года стал играть в Сегунде B за резервную команду Атлетико Мадрид B. 18 декабря дебютировал за основную команду выйдя на замену вместо Марио Манджукича в матче Кубка Испании против «Оспиталет».
7 июля 2015 года арендован французским клубом второго дивизиона «Эвиан». По окончании сезона подписал контракт с другой французской командой — «Ред Стар».
После полугода в кипрском клубе «Эрмис», в январе 2019 года вернулся во Францию перейдя в «Лаваль». В феврале 2020 года стал игроком люксембургского «Дюделанжа».
В сентябре 2021 года перешёл в сербский клуб «Вождовац».

## Карьера в сборной
5 июня 2015 года был вызван в национальную сборную Гвинеи для подготовки к матча отбора на Кубок африканских наций 2017.